# SN 1999eg
SN 1999eg – supernowa typu II odkryta 4 października 1999 roku w galaktyce IC1861. W momencie odkrycia miała maksymalną jasność 17,50m.